# 斯托迪爾基
49°45′2″N 23°37′14″E / 49.75056°N 23.62056°E
斯托迪爾基（羅馬化：Stodilky）是烏克蘭西部利沃夫州利維夫區的村莊，面積0.58平方公里，海拔高度274米，2001年人口263，人口密度每平方公里453.45人。